# ヌサオニグモ
ヌサオニグモ　Araneus ejusmodi　は、小柄なオニグモ類の一つで、コガネグモ科オニグモ属に含まれる。野外で普通に見られる種で、背中に黄色の斑紋列があるのが特徴。

## 特徴
形は小柄なオニグモの典型に近く、小さめの頭胸部と丸い腹部を持つ。体長は雌で6.5-9mm、雄で4.5-5.5mm。
頭胸部は黒褐色で、東部は丸っこい。歩脚は黄色みを帯び、節ごとに末端部が黒くなっている。腹部は短い楕円形で、肩の突起などはない。腹部背面は黒の地色に白または黄色の帯状の斑紋がある。この斑紋は個体変異があるが、正中線上と腹部側端に沿って両側に一対があり、いずれもその縁が大きく荒い鋸歯状になっているため、おおよそ方形か菱形の斑紋が対角線上の頂点でつながっているようにも見える。
名前は腹部の斑紋を注連飾りに付ける幣（ぬさ）に見立てたものである。湯原の『蜘蛛の研究』ではヌサグモの名で収録されている。

## 習性
小型の垂直円網を張る。ほぼ目の高さから腰のあたりの高さの低木などの間に網を張る。昼間も網の中央におり、やや脚を縮めて止まっているのが見られるが、網の一端の木の葉を丸めた巣を作り、そこに潜むこともある。
音によく反応し、網に止まっているクモに近寄って声をかけると、網を前後に細かく揺さぶる反応をしたり、糸を引いて下がったりするが、繰り返すと反応しなくなる由。

## 生育環境
野外に普通で、緑の多い人里から山林にまで見られる。木陰に多いが、林縁や草地にも出現する。

## 分布
日本では本州から九州にかけてと伊豆諸島、それに薩南諸島から知られる。国外では韓国、中国から知られる。

## 利害
特になし。

## 分類
形の上では似たものは多いが、背面の斑紋が独特なのでよくわかる。幼生では斑紋が不明確なものも多いが、何となく明るい斑紋が両側に並ぶ様子は独特で、区別がつく例が多い。生殖器の構造に関しても、独特の点が多く、類似するものはない。